# Golden West n.º 95
Golden West n.º 95 es un municipio rural canadiense situado en la provincia de Saskatchewan.

## Superficie
Golden West n.º 95 tiene una superficie de 781,59 km².

## Demografía
En 2021, tenía 289 habitantes, una densidad poblacional de 0,4 hab./km², y 129 viviendas.